# ネパールガンジ空港
ネパールガンジ空港(ネパール語: राँझा विमानस्थल)(英語: Nepalgunj Airport)は、ネパールのルンビニ州のバンケ郡のネパールガンジにある空港である。
1961年に開港し、規模はカトマンズのトリブバン国際空港に次ぐ2番目、また、航空機の発着回数や乗客数もネパール内で2番目に多い空港でもある。
小型ジェット旅客機であるFK-100の導入後、乗客数が2004年に対して2005年には13.39%増加した。

## 近隣施設
- バルディア国立公園
- シェイポクスンド国立公園
- ララ国立公園